# Platygnathus sechellarum
Platygnathus sechellarum är en skalbaggsart som beskrevs av Aurivillius 1922. Platygnathus sechellarum ingår i släktet Platygnathus och familjen långhorningar.
Artens utbredningsområde är:
- Filippinerna.
- Seychellerna.

Inga underarter finns listade i Catalogue of Life.